# Aceros nipalensis
Aceros nipalensis este o specie de pasăre rinocer care poate fi întâlnită în Bhutan, nord-estul Indiei, în special în Arunachal Pradesh, subcontinentul Indian și Asia de Sud-Est. Este local dispărută în Nepal din cauza vânătorii și pierderii semnificative a habitatului. Există mai puțin de 10.000 de adulți rămași în sălbăticie. Cu o lungime de aproximativ 117 centimetri, este printre cele mai mari păsări rinocer. Părțile inferioare, gâtul și capul sunt puternic rufescente la masculi, dar negre la femele.

## Descriere

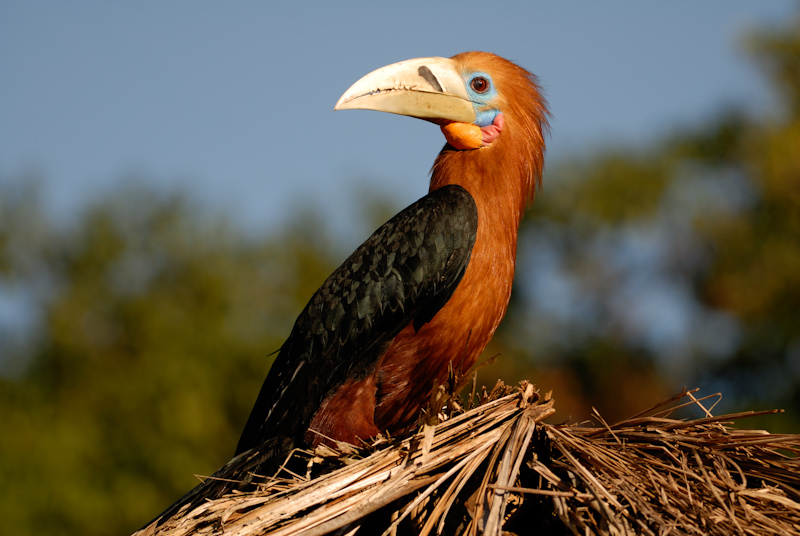
Un individ imatur al speciei în Parcul Național Namdapha din Arunachal Pradesh.

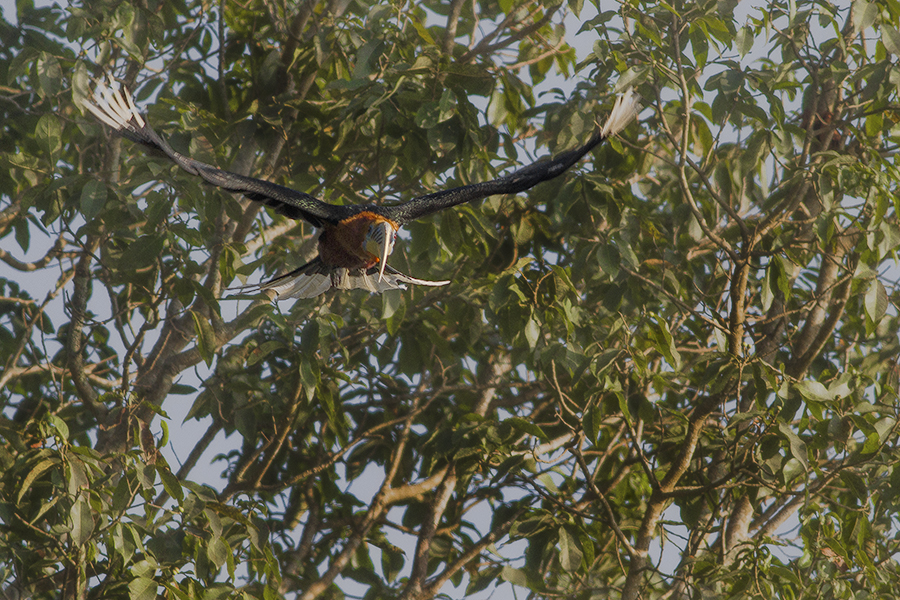
Un adult în zbor în din Bengalul de Vest.

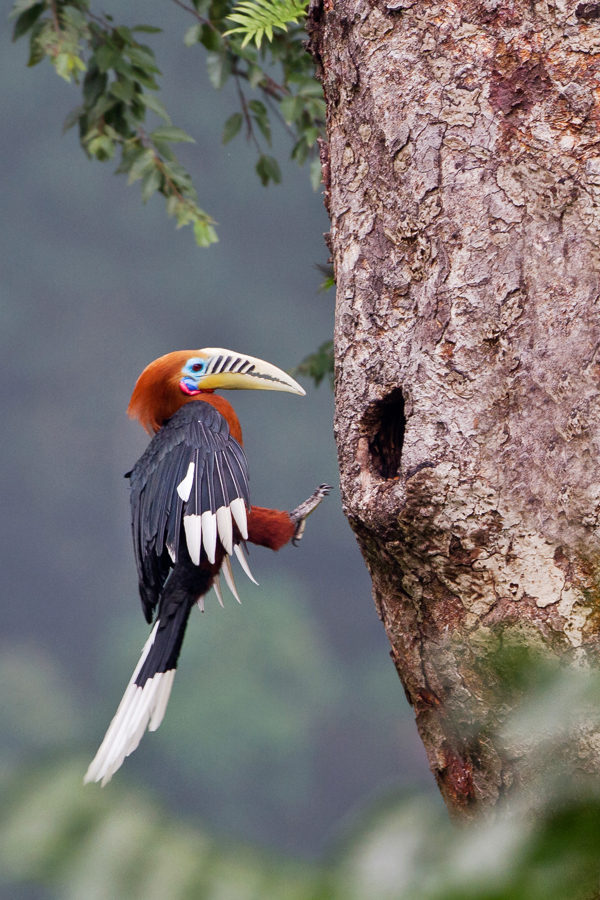
Un adult în din Bengalul De Vest.

Capul, gâtul și partea inferioară a corpului masculului sunt colorate rufescent, cu o colorare mai profundă pe flancuri și abdomen. Penele primare de mijloc și din jumătatea inferioară a cozii au vârfurile albe. Restul penajului păsării rinocer este de un verde închis lucios și negru. Penele de sub coadă sunt de culoare castanie amestecat cu negru.
Pe de altă parte, femela este neagră, cu excepția porțiunii finale a cozii și a vârfurilor penelor primare de mijloc, care sunt albe. Indivizii tineri seamănă cu adulții de același sex, dar nu au crestele de la baza superioară a ciocului.
Ciocul nu are o cască adevărată, dar este îngroșat la baza sa. Are un număr de creste întunecate pe partea superioară, care sunt absente la tineri și cresc în număr o dată cu vârsta, până la aproximativ șapte. Comisura ciocului este ruptă la ambele sexe.

## Răspândire
Dintre toate păsările rinocer, această specie are cel mai nordic areal, care se întinde din centrul Bhutanului și nord-estul Indiei până în vestul Thailandei și nord-vestul Vietnamului.
În India, pasărea a fost înregistrată în următoarele arii protejate:
- Parcul Național Namdapha, Arunachal Pradesh.
- Parcul Național Manas, Assam.
- Rezervația de Tigri Buxa, Bengalul de Vest.
- Sanctuarul pentru Animale Sălbatice Mahananda, Bengalul De Vest.
- Sanctuarul pentru Animale Sălbatice Eaglenest, Arunachal Pradesh.
- Sanctuarul pentru Animale Sălbatice Kamlang Arunachal Pradesh.
- Sanctuarul pentru Orhidee Sessa, Arunachal Pradesh.
- Rezervația de Tigri Pakke Arunachal Pradesh.[12]

Limita vestică a acestei păsări rinocer este Sanctuarul pentru Animale Sălbatice Mahananda din Bengalul de Vest.

## Ecologie
În timp ce este predominant o pasăre de păduri crestate și deluroase, în principal păduri de foioase la altitudini de 150–2.000 m, a fost înregistrată și în pădurile uscate. Perioada de cuibărit se întinde din martie până în iunie, iar copacii preferați sunt înalți și au circumferințe largi. Aceste comunități de păsări rinocer se deplasează între o pădure în alta, în funcție de sezon, pentru a se hrăni cu fructele copacilor fructiferi care se schimbă în funcție de condițiile locale.

## Cultură

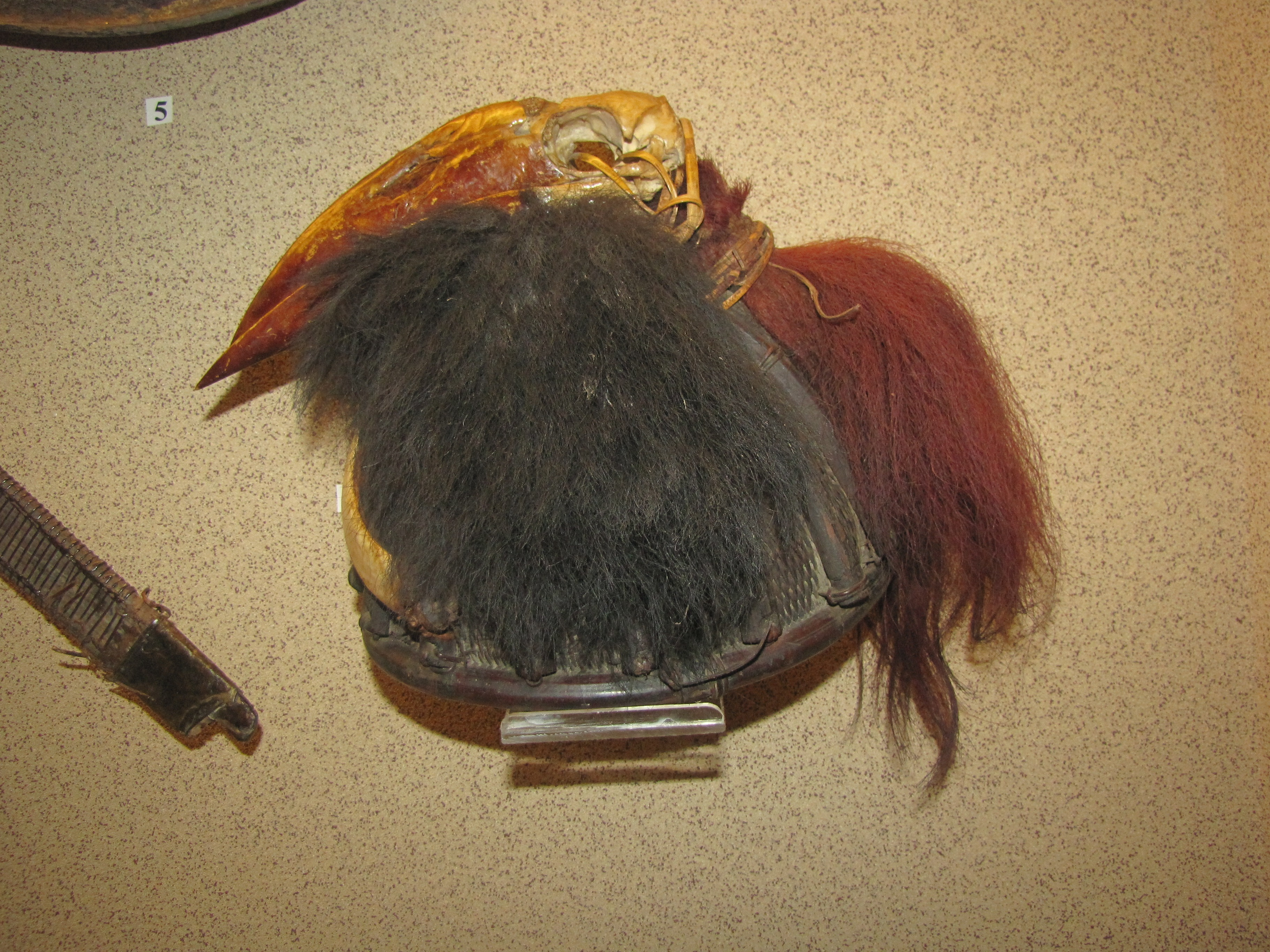
„Bulup” din Tribul Minyong din Districtul Siang de Est de Arunachal Pradesh cu cioc de pasăre rinocer

Această pasăre rinocer apare în literatura sanscrită cu epitetul vārdhrīnasa, un termen care uneori a fost folosit și pentru a se referi la alte Bucerotidae.
În Arunachal Pradesh, aceste păsări rinocer au fost vânate de tribali pentru pene și cioc.

## Conservare
Deja menționată în anexele I și II ale CITES, specia este vulnerabilă, dar apare într-o serie de zone protejate din India, China, Thailanda și Bhutan. Datorită informațiilor care apar în legătură cu arealul și răspândirea, s-a sugerat ca specia să fie retrogradat de la statutul IUCN „vulnerabil” la „aproape amenințat”.
Inițiative recente ale Wildlife Trust of India, Arunachal Pradesh Forest Department și alți cetățeni pentru a proteja păsările rinocer sunt Programul de adopție a cuiburilor de păsări rinocer și un program de înlocuire a utilizării ciocurilor reale cu replici fabricate din fibre.